# St. Martinus (Lahn)

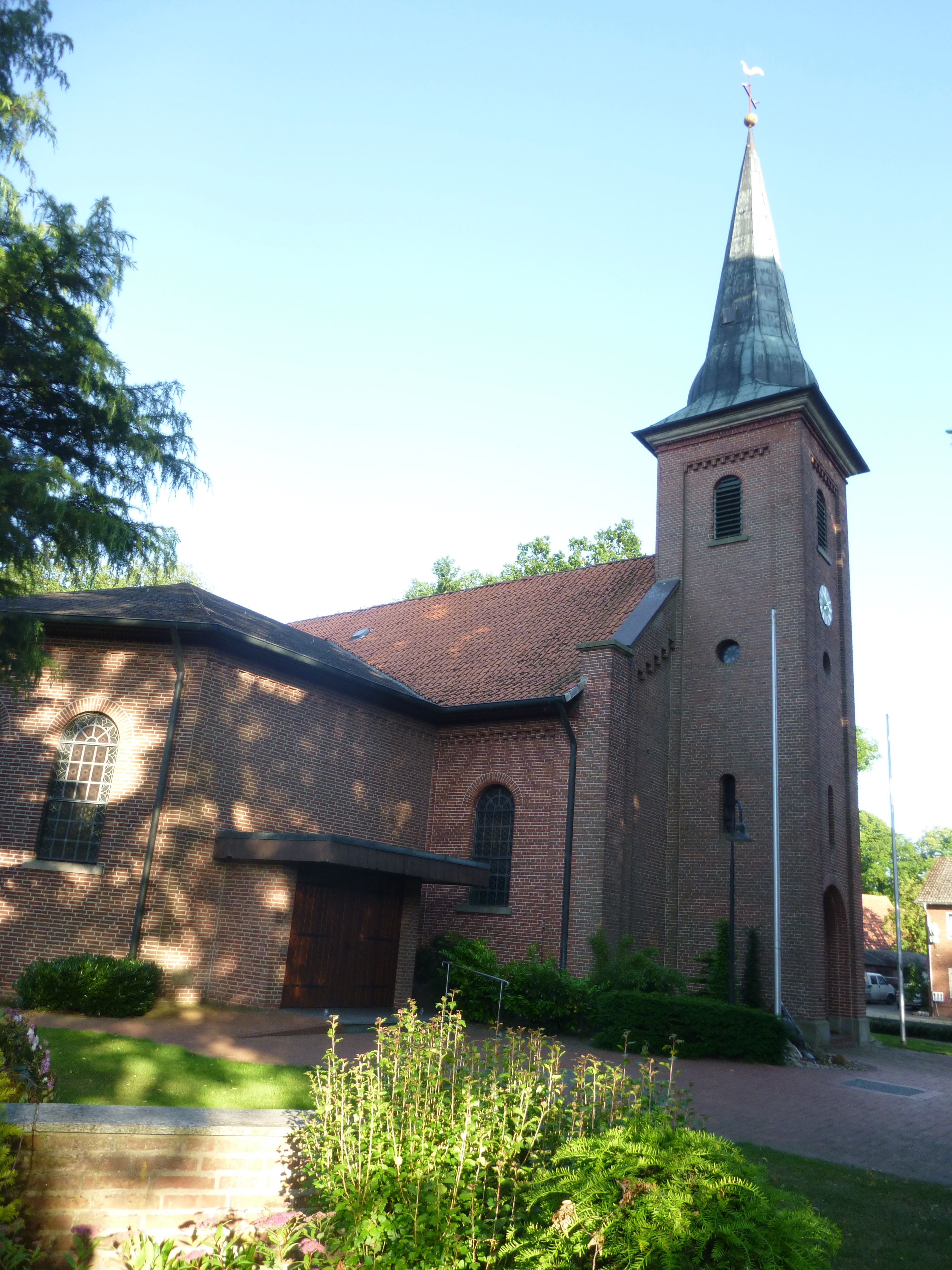
Ansicht von Nordwesten, links der Anbau von 1980

St. Martinus in Lahn ist die Pfarrkirche der katholischen Kirchengemeinde Lahn, die dem Dekanat Emsland-Nord des Bistums Osnabrück angehört.

## Geschichte
Die Kirche wurde 1850 nach Plänen des Architekten Josef Niehaus errichtet. Sie wurde am 30. Oktober 1850 eingeweiht und hatte zunächst den Status einer Kapelle innerhalb der Pfarrei Werlte. 1909 wurde Lahn zu einer Pfarrkuratie erhoben. In der Folge wurde die Kirche mehrmals verändert. 1927 wurden ein Chor und zwei Sakristeien angebaut, 1980 ein Seitenschiff an der Nordseite.

## Beschreibung
Die klassizistische Saalkirche aus Backstein wird durch Lisenen gegliedert, zwischen denen sich rundbogige Fenster befinden. An der Westseite befindet sich ein Turm. Der Chorraum war ursprünglich kein eigener Bauteil. Die Erweiterungen sind neuromanisch. Der Haupteingang befindet sich im Anbau von 1980, das frühere Portal im Turm wurde zu einer Marienkapelle umgestaltet.

## Ausstattung
Die Ausstattung ist überwiegend neuromanisch. Die ursprünglichen Altäre, der Beichtstuhl und das Kirchengestühl wurden bei der Erweiterung 1927 in den neuen Chorraum integriert. Der Kreuzweg mit vierzehn Stationen wurde 1895 gestiftet. Die aus dem Jahr 1859 stammende Orgel wurde 1954 erweitert. Die Weihnachtskrippe stammt aus Südtirol und wurde der Gemeinde 1911 gespendet.